# 背徳の仮面 (映画)
『背徳の仮面』（原題：Paper Mask）は、ポール・マッギャン主演の1990年公開のサスペンス映画である。監督はクリストファー・モラハン。映画の原作はジョン・コリーが1987年に出版した小説であり、同映画の脚本も務めた。

## キャスト
- ポール・マッギャン - マシュー・ハリス
- アマンダ・ドノホー - クリスティーン・テイラー
- フレデリック・トレベス - マンフォード博士
- トム・ウィルキンソン
- バーバラ・リーハント - セリア・マンフォード
- ジミー・ユイル - アレック・モラン
- マーク・ルイス・ジョーンズ - ロイド博士
- ジョン・ワーナビー - ハモンド博士
- アレクサンドラ・マシー - ビバリー
- オリバー・フォード・ディビス - 検死官
- フランク・ベイカー - ハッピー
- クライヴ・ロウ - アリ
- ロバート・オーツ - ヘッドポーター
- カレン・アスコー - アリソン